# Julia Kink
Julia Kink (* 26. Januar 2004 in Rosenheim) ist eine deutsche Biathletin. Sie ist vierfache Jugend- bzw. Juniorenweltmeisterin und läuft seit 2024 im Weltcup.

## Werdegang
Julia Kink stammt aus Frasdorf und startet für den WSV Aschau. Nach ihrem Abitur 2023 wurde sie in das Zoll-Ski-Team aufgenommen. Sie trainiert am Olympiastützpunkt in der Chiemgau-Arena in Ruhpolding in der Gruppe von Andreas Birnbacher.

### Anfänge
Julia Kink gehörte von Beginn ihrer Karriere an zu den besten Biathletinnen ihres Jahrgangs in Deutschland. In ihrer ersten Saison im Deutschen Schülercup mit dem Luftgewehr war sie 2017/18 in jedem Rennen ihrer Altersklasse mindestens Zweite und gewann die Gesamtwertung mit großem Vorsprung. Im Folgejahr 2018/19 konnte sie diesen Erfolg wiederholen, wenn auch weniger dominant. Auch in ihrer ersten Deutschlandpokal-Saison mit dem regulären Kleinkalibergewehr 2019/20 gehörte sie zur Spitze in ihrer Altersklasse und wurde am Ende des Winters in den Nachwuchskader des Deutschen Skiverbands aufgenommen.
Im Sommer 2020 zog Kink ins norwegische Lillehammer, um dort das Sportgymnasium NTG zu besuchen. Im ersten Winter nach ihrem Wechsel wurden 2020/21 aufgrund der COVID-19-Pandemie sowohl in Norwegen als auch in Deutschland alle Wettbewerbe in ihrer Altersklasse abgesagt.
In der folgenden Saison 2021/22 startete Kink im Dezember sowohl im Norwegencup als auch im Deutschlandpokal, wobei sie aufgrund von schwachen Schießergebnissen nur Mittelfeldplätze in ihrer Altersklasse erreichte. Nach dem Jahreswechsel steigerte sie ihre Ergebnisse, landete viermal auf dem Podium und konnte Anfang Februar ein Rennen gewinnen. Dennoch verpasste sie knapp die angestrebte Qualifikation für die Junioren-Weltmeisterschaften. Stattdessen wurde sie für das Europäische Olympische Jugendfestival Ende März in Vuokatti nominiert, bei dem sie mit den Plätzen elf und 37 ihr internationales Debüt gab.

### Saison 2022/23
Vor Beginn des Winters 2022/23 nahm Julia Kink an internen Qualifikationsrennen der deutschen Mannschaft teil, bei denen sie sich für den IBU-Junior-Cup qualifizierte. Im Dezember gab sie in Martell ihr Debüt bei den Juniorinnen (U22). Im Langlaufen gehörte sie dabei zu den besten Athletinnen, verhinderte gute Platzierungen aber vor allem durch schlechte Schießleistungen. Im Januar bestritt sie Rennen im Deutschlandpokal und gewann bei den Deutschen Jugendmeisterschaften am Notschrei zweimal Gold in ihrer Altersklasse. Bei weiteren Junior-Cup-Rennen im Februar in Haanja und bei den Junioreneuropameisterschaften in Madona konnte sie erneut gute Laufleistungen nicht in gute Ergebnisse umsetzen, allerdings verbesserte sie sich bei der JEM in der Verfolgung von Platz 32 auf Platz 9.
Anfang März nahm Kink bei den Juniorenweltmeisterschaften 2023 in Schtschutschinsk an den Rennen der Jugendkategorie (U19) teil. Diese verliefen für sie sehr erfolgreich: Mit der zweitbesten Laufzeit entschied sie das Einzel für sich, auch die Frauenstaffel konnte sie an der Seite von Lea Zimmermann und Julia Tannheimer mit einem großen Vorsprung gewinnen. In Sprint und Verfolgung belegte sie jeweils hinter Tannheimer den Silberrang, ebenso wie mit der Mixed-Staffel.

### Saison 2023/24
Zur Saison 2023/24 kehrte Julia Kink vollständig nach Deutschland zurück. Sie rückte im Deutschen Skiverband in die Juniorinnen-Lehrgangsgruppe 2a auf, die von ihrem Heimtrainer Andreas Birnbacher trainiert wurde. Bei den Deutschen Meisterschaften Anfang September in Ruhpolding gewann sie trotz dreier Schießfehler überraschend die Silbermedaille im verkürzten Einzel; in Sprint und Verfolgung belegte sie die Plätze fünf und sechs.
Nachdem sie bei der internen Qualifikation der deutschen Mannschaft zweimal Laufbestzeit gezeigt hatte, wurde Kink für den Auftakt des IBU-Cups Ende November 2023 nominiert. In Kontiolahti gab sie ihr Debüt im internationalen Erwachsenenbereich und belegte bereits in ihrem zweiten Rennen mit der drittbesten Laufzeit Platz fünf. Auch in den beiden folgenden Wochen in Idre und Sjusjøen erreichte sie jeweils mindestens einmal einen Platz unter den besten Zehn. Anfang Januar in Martell gelang es Kink schließlich, mit acht Zehntelsekunden Vorsprung vor ihrer Teamkollegin Emily Schumann den verkürzten Einzelwettkampf zu gewinnen und damit ihren ersten IBU-Cup-Sieg zu feiern. Bei den Rennen in der Folgewoche in Ridnaun und bei den Europameisterschaften Ende Januar in Osrblie erreichte sie aufgrund von schwachem Schießen keine weiteren Top-Ergebnisse. Anfang Februar am Arber gelang ihr dann ein zehnter Platz im Sprint.
Ende Februar 2024 startete Kink bei den Juniorenweltmeisterschaften in Otepää. Dort sie schoss wieder deutlich besser als noch im Januar und gehörte zudem läuferisch zu den besten Athletinnen. Nachdem sie in Einzel und Sprint die Plätze elf und fünf belegt hatte, gewann sie im Massenstart die Goldmedaille. Mit der deutschen Frauenstaffel war sie zum Abschluss der Wettkämpfe ebenfalls siegreich.
Nach diesen Leistungen wurde Kink Anfang März erstmals für den Weltcup nominiert und gab in Soldier Hollow mit Platz 42 im Sprint ihr Debüt in der höchsten Rennserie. In der folgenden Staffel musste sie kurzfristig als Schlussläuferin einspringen, konnte im Duell mit Ingrid Landmark Tandrevold überraschend den zweiten Platz hinter Norwegen verteidigen und erreichte so ihre erste Platzierung auf dem Siegerpodest in einem Weltcuprennen. Beim Weltcupfinale in Canmore belegte sie die Plätze 51 und 44.

### Saison 2024/25
Zur Saison 2024/25 wurde Julia Kink vom DSV der nun von Birnbacher trainierten Lehrgangsgruppe 1b, d. h. dem B-Team, zugeordnet. Sie nahm allerdings gemeinsam mit Julia Tannheimer auch an einigen Trainingslagern der A-Nationalmannschaft von Kristian Mehringer und Sverre Olsbu Røiseland teil und erhielt ein Startrecht für die Weltcup-Qualifikation. Bei den Deutschen Meisterschaften im Sommer in Altenberg belegte sie in Sprint und Verfolgung die Plätze acht und fünf.
Im November wurde Kink nach den Qualifikationsrennen in Vuokatti für den Auftakt der Weltcupsaison in Kontiolahti nominiert. Dort lief sie als Teil der deutschen Staffel auf Platz sieben und verpasste in Einzel und Sprint die Punkteränge. Bei der nächsten Station in Hochfilzen lief sie von Platz 40 im Sprint zu Platz 30 in der Verfolgung vor. Die letzten Rennen vor dem Jahreswechsel in Le Grand-Bornand musste sie krankheitsbedingt kurzfristig absagen.
Beim Weltcup Anfang Januar 2025 in Oberhof knüpfte Kink an die Ergebnisse aus dem Dezember an und belegte die Plätze 36 und 32. Ende des Monats startete sie bei den Europameisterschaften in Martell, wobei sie mit vielen Schießfehlern nur auf den Plätzen 17, 60 und 47 landete und somit auch die Nominierung für die Weltmeisterschaften verpasste. Beim IBU-Cup in Ridnaun direkt im Anschluss an die EM konnte Kink sich läuferisch steigern, kam aber aufgrund des Schießens über Platz 24 nicht hinaus. Anfang März gab sie bekannt, ihre Saison aus gesundheitlichen Gründen vorzeitig zu beenden, die sie bereits im Verlauf des gesamten Winters beeinträchtigt hatten.

## Statistiken

### Weltcupbilanz
Die Tabelle zeigt alle Platzierungen (je nach Austragungsjahr einschließlich Olympische Spiele und Weltmeisterschaften).
- 1.–3. Platz: Anzahl der Podiumsplatzierungen
- Top 10: Anzahl der Platzierungen unter den ersten zehn (einschließlich Podium)
- Punkteränge: Anzahl der Platzierungen innerhalb der Punkteränge (einschließlich Podium und Top 10)
- Starts: Anzahl gelaufener Rennen in der jeweiligen Disziplin
- Staffel: inklusive Mixed- und Single-Mixed-Staffeln

| Platzierung               | Einzel | Sprint | Verfolgung | Massenstart | Staffel | Gesamt |
| ------------------------- | ------ | ------ | ---------- | ----------- | ------- | ------ |
| 1. Platz                  |        |        |            |             |         |        |
| 2. Platz                  |        |        |            |             | 1       | 1      |
| 3. Platz                  |        |        |            |             | 1       | 1      |
| Top 10                    |        |        |            |             | 3       | 3      |
| Punkteränge               |        | 2      | 3          |             | 3       | 8      |
| Starts                    | 1      | 5      | 4          |             | 3       | 13     |
| Stand: Saisonende 2024/25 |        |        |            |             |         |        |

### Europameisterschaften
| Europameisterschaft | Europameisterschaft | Einzel | Sprint | Verfolgung |
| Jahr                | Ort                 | Einzel | Sprint | Verfolgung |
| ------------------- | ------------------- | ------ | ------ | ---------- |
| 2024                | Osrblie             | 36.    | 57.    | 42.        |
| 2025                | Martell             | 17.    | 60.    | 47.        |

### Juniorenweltmeisterschaften
| Weltmeisterschaften | Weltmeisterschaften | Weltmeisterschaften | Einzel | Sprint | Verfolgung | Massen- start | Staffel | Mixed- Staffel |
| Jahr                | Ort                 | Altersklasse        | Einzel | Sprint | Verfolgung | Massen- start | Staffel | Mixed- Staffel |
| ------------------- | ------------------- | ------------------- | ------ | ------ | ---------- | ------------- | ------- | -------------- |
| 2023                | Schtschutschinsk    | Jugend              | 1.     | 2.     | 2.         | N/A           | 1.      | 2.             |
| 2024                | Otepää              | Junioren            | 11.    | 5      | N/A        | 1.            | 1.      | –              |

### IBU-Cup-Siege
| Nr. | Datum        | Ort     | Disziplin   |
| --- | ------------ | ------- | ----------- |
| 1.  | 4. Jan. 2024 | Martell | Kurz-Einzel |